# Francisco Javier Sanchis Pascual
Francisco Javier Sanchis Pascual (Foios, 3 de juliol de 1972), conegut futbolísticament com a Javi Sanchis, és un exfutbolista professional valencià. Ocupà pràcticament totes les posicions del migcamp, decantant-se preferiblement per la banda esquerra.

## Trajectòria
Format al planter del València CF, va arribar a jugar amb el filial. Tot i que disputà la pretemporada de 1994 amb el primer equip, mai arribà a debutar en partit oficial. També va actuar a l'Alcoià. La campanya 95/96 apareix en Segona Divisió, a les files de la UE Lleida, tot jugant 32 partits i marcant 5 gols.
Aquesta bona temporada fa que fitxe pel Vila-real CF a l'estiu de 1996. Amb els groguets la seua aportació va de més a menys, de ser titular el primer any (35 partits i 9 gols), a tot just comptar en la 99/00. Enmig queda el debut a la màxima categoria, en la qual el de Foios va disputar 11 partits.
Amb la temporada 1999/00 començada va marxar al CE Castelló. Malgrat les grans expectatives que va alçar el seu fitxatge, el seu rendiment durant les dues primeres i mitja no va complir les expectatives. La temporada 2001/02 fins i tot va arribar a ser apartat de la plantilla. La temporada següent, amb l'arribada d'Oltra, va ser la més destacada del seu pas pel Castelló. Encara va romandre dos anys més disputant tres promocions d'ascens i aconseguint la tornada a la Segona divisió l'estiu del 2005 com a capità del primer equip.
La primera meitat de la temporada 2005/06 va continuar sense dorsal al Castelló, fins que va marxar al Foios CD per acabar la seva carrera.
Encara com a jugador en actiu, va començar a col·laborar com a comentarista al Canal 9 per als partits del Castelló.